# 李石街道
李石街道，是中华人民共和国辽宁省抚顺市望花区下辖的一个乡镇级行政单位。1999年，辽宁省人民政府以辽政[1999]36号文件，将顺城区的塔峪镇、李石镇、高湾街道，以及抚顺县的大南朝鲜族满族乡划入望花区。同年，以辽政[1999]262号文件批准，撤消李石寨朝鲜族镇、大南朝鲜族满族乡、高湾街道，合并为李石街道。李石经济区（原李石寨朝鲜族镇）、大南经济区（原大南朝鲜族满族乡）、高湾经济区（原高湾街道）的管理机构——管理委会员实际各自行使乡级政府管理职权，三个经济区由沈抚改革创新示范区代管。

## 行政区划
李石街道下辖以下地区：
高湾社区、高阳社区、友爱社区、泗水社区、河南社区、新钢社区、李石社区、李石村、李石朝村、四方台村、四方台朝村、刘尔村、刘尔朝村、河东村、青台子村、田屯村、三宝屯村、三宝屯朝村、河夹心村、北厚村、大南村、西三家子村、东台朝村、东台村、大瓦村、小瓦村和小瓦朝村。